# Železova skupina
V 8. skupino periodnega sistema ali železovo skupino spadajo prehodne kovine železo (Fe), rutenij (Ru), osmij (Os) in hasij (Hs). Elementi spadajo med težke kovine, hasij tudi med transurane, katerih se v sodobnih nomenklaturah ne obravnava kot posebne skupine elementov.
Stare nemenklature periodnega sistema so 8. skupino imenovale skupina VIIIA (IUPAC 1970) ali VIIIB (Demming 1923). Da bi se izognili zmedi, so teh nomenklatur nič več ne uporablja.
V starejših periodnih sistemih so v železovo skupino uvrščali železo, kobalt in nikelj,
platinske kovine rutenij, rodij, paladij, osmij, iridij in platino pa skupaj z železom, kobaltom in nikljem v tako imenovano železo-platinsko skupino.
Vsi elementi iz 8. skupine imajo podobne elektronske konfiguracije, predvsem na zunanjih valenčnih orbitalah, zato imajo tudi podobne fizikalne in kemijske lastnosti.
| Z   | Element | Št. elektronov/orbitala |
| --- | ------- | ----------------------- |
| 26  | Železo  | 2, 8, 14, 2             |
| 44  | Rutenij | 2, 8, 18, 15, 1         |
| 76  | Osmij   | 2, 8, 18, 32, 14, 2     |
| 108 | Hasij   | 2, 8, 18, 32, 32, 14, 2 |

## Nahajališča
Rutenij in osmij se pojavljata skupaj z drugimi platinskimi kovinami v nikljevo-bakrenih rudah. Oba elementa sta v zemeljski skorji zelo redka.
Železa je v zemeljski skorji približno 6,2%, kar ga uvršča na četrto mesto za kisikom, silicijem in aluminijem. Najpomembnejše železove rude so hematit (Fe2O3), magnetit (Fe3O4), limonit (FeO(OH)·nH2O) in siderit (FeCO3). Manj pomemben je pirit (FeS2), ki se ne izkorišča zaradi težav pri odstranjevanju žvepla. 